# Claryville
Claryville – jednostka osadnicza w Stanach Zjednoczonych, w stanie Kentucky, w hrabstwie Campbell.